# Стара Курба
Стара Курба (рос. Старая Курба) — село Заіграєвського району, Бурятії Росії. Входить до складу Сільського поселення Курбінське.
Населення — 549 осіб (2015 рік).